# Rodoald de Frioul
Rodoald de Frioul est duc des Lombards du duché de Frioul vers 684/695.
Rodoald est le duc des Lombards du Frioul vers 694 lorsqu'il doit faire face à l'usurpation d'un certain Ansfrid. Il s'enfuit en Istrie d'où il gagne Ravenne par la mer avant de rejoindre à Pavie la cour du roi Cunipert. Insatisfait de ne contrôler que le Frioul, Ansfrid revendique aussi le titre de roi des Lombards. Il est vaincu par Cunipert qui confie alors le duché de Frioul à Ado, le frère de Rodoald.